# 香取広域市町村圏事務組合
香取広域市町村圏事務組合（かとりこういきしちょうそんけんじむくみあい）は、千葉県香取市、香取郡神崎町、多古町及び東庄町の1市3町が設立している一部事務組合。常備消防業務の管轄区域は、香取市、多古町及び東庄町の1市2町。

## 概要

### 事務所
- 香取市仁良300-1

### 主な事務内容
- 関係市町圏の振興整備に関する計画の策定等（香取市全域、神崎町全域、多古町全域、東庄町全域）
- 関係市町職員の共同採用試験（香取市全域、神崎町全域、多古町全域、東庄町全域）
- 関係市町職員の共同研修（香取市全域、神崎町全域、多古町全域、東庄町全域）
- 老人福祉センターの設置、管理及び運営（香取市全域、神崎町全域、多古町全域、東庄町全域）
- 不燃性廃棄物処理施設の設置、管理及び運営（香取市全域、神崎町全域、東庄町全域）
- 一般廃棄物最終処分場の設置、管理及び運営（香取市全域、神崎町全域、東庄町全域）
- 常備消防業務（香取市全域、多古町全域、東庄町全域）
- 可燃性廃棄物処理施設の設置、管理及び運営（香取市一部、神崎町全域）（伊地山クリーンセンター）
- し尿の収集並びに処理施設の設置、管理及び運営（香取市一部、神崎町全域）
- 浄化槽の保守点検及び清掃（香取市一部、神崎町全域）
- 火葬場の設置、管理及び運営（香取市一部、神崎町全域）（香取広域市町村圏事務組合北総斎場）

### 組織
- 管理者：1人（関係市町長の互選）
- 副管理者：4人（管理者以外の関係市町長）
- 会計管理者：関係市町の会計管理者から管理者が任命

### 沿革
- 1967年10月9日　香取郡小見川町、山田町及び東庄町の3町により小見川町外2町消防組合を設立し、消防本部を開設する。
- 1969年6月1日　佐原市、香取郡下総町、神崎町、大栄町、栗源町及び多古町の1市5町により佐原市外五町消防組合を設立し、消防本部を開設する。
- 1971年9月3日　佐原市、下総町、神崎町、大栄町、小見川町、山田町、栗源町、多古町及び東庄町の1市8町により香取広域市町村圏事務組合を設立する。
- 2006年3月27日　佐原市、小見川町、山田町及び栗源町が合併して香取市が発足する。
- 2006年3月27日　下総町及び大栄町が成田市と合併し、2町の消防事務を成田市へ移管する。神崎町の消防事務を成田市が受託する。
- 2006年3月27日　小見川町外2町消防組合及び佐原市外五町消防組合が解散し、香取広域市町村圏事務組合へ統合する。香取広域市町村圏事務組合消防本部を開設する。
  - 消防本部所在地は、旧小見川町外2町消防組合消防本部。佐原市外五町消防組合消防署を佐原消防署に、小見川町外2町消防組合消防署を小見川消防署に改称する。
- 2007年4月1日　香取市（旧佐原市、旧栗源町の区域）、成田市（旧大栄町、旧下総町の区域）、神崎町の清掃事業やし尿処理事業、火葬場の運営を行っていた北総西部衛生組合が、香取広域市町村圏事務組合に統合。
- 2009年4月1日　香取市（旧小見川町、旧山田町の区域）及び東庄町の清掃事業やし尿処理事業の運営を行っていた香取市東庄町清掃組合が、香取広域市町村圏事務組合に統合。
- 2012年3月31日　成田市が香取広域市町村圏事務組合から脱退。

## 常備消防事務

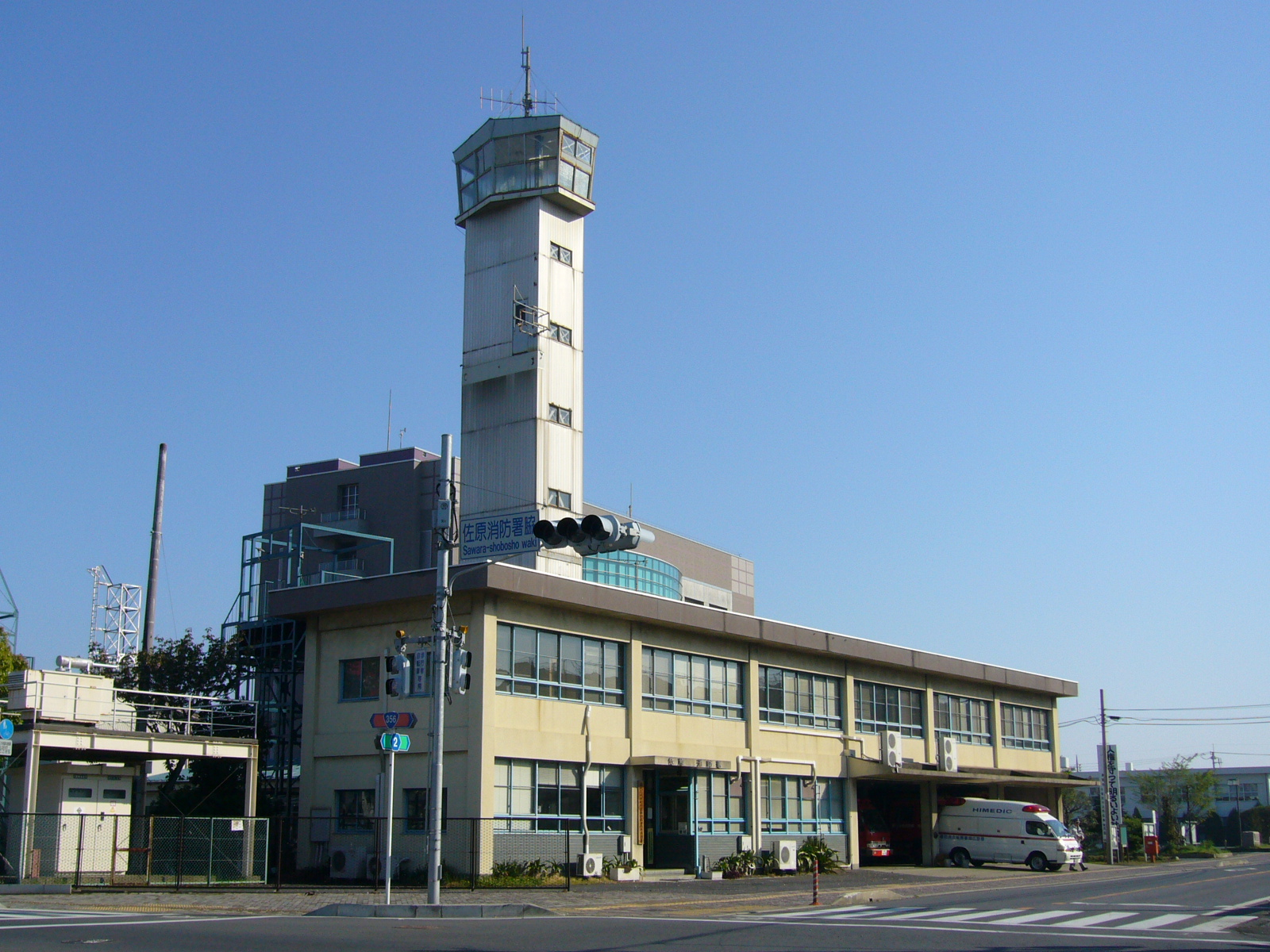
佐原消防署（旧庁舎。2007年望楼を撤去）

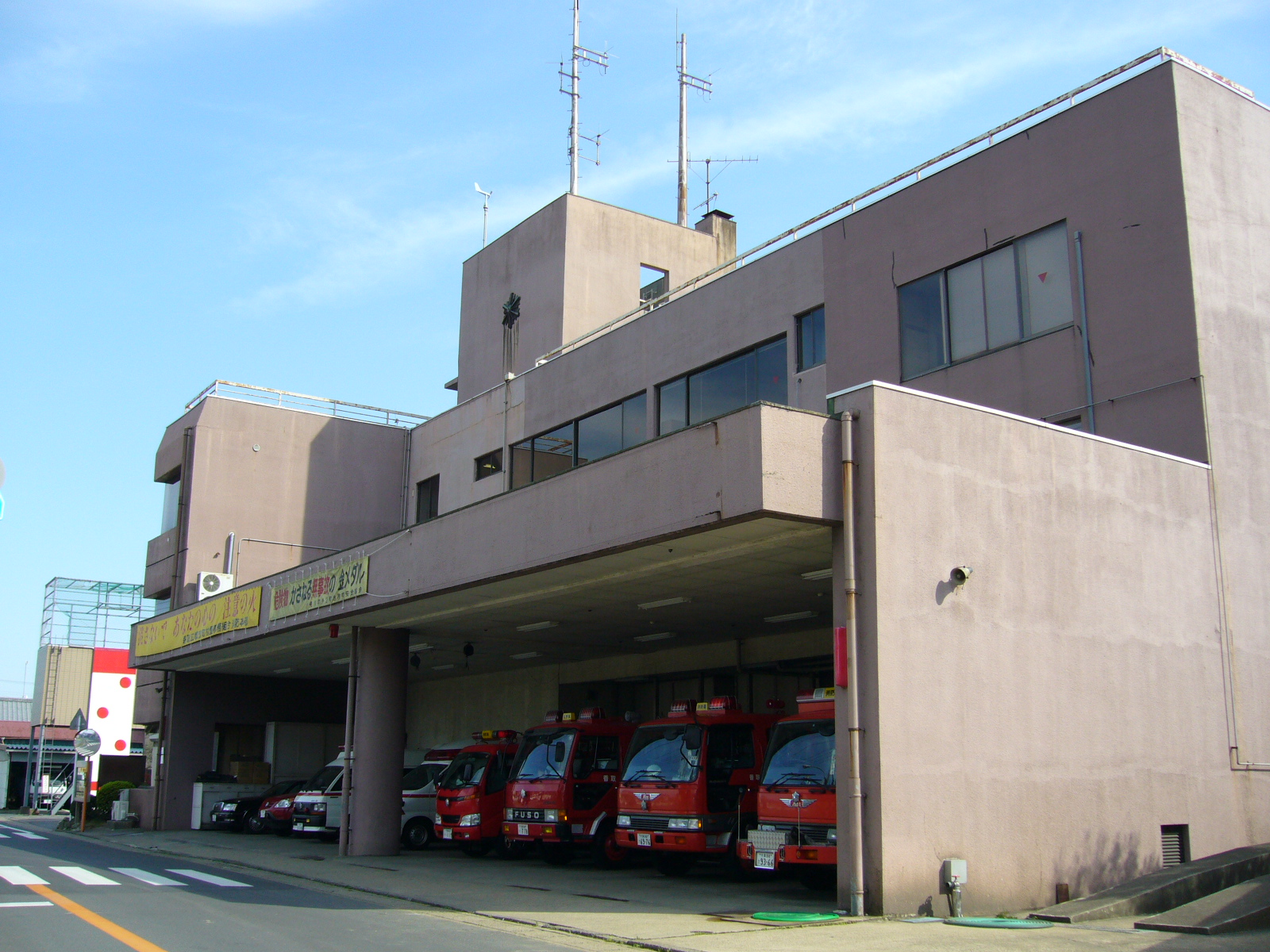
小見川分署

### 概要
- 消防本部：香取市佐原ロ2127
- 管内面積：381.40km2
- 職員定数：232人
- 消防署1カ所、分署3カ所、分遣所2カ所、出張所1カ所
  - 主力機械（2024年4月1日現在）
    - 消防ポンプ自動車：5
    - 水槽付消防ポンプ自動車：6
    - 化学消防ポンプ自動車：3
    - 救助工作車：1
    - 救助艇：2
    - はしご付消防自動車：1
    - 救急自動車：7
    - 指揮車：2
    - 広報車：4
    - 事務連絡車：8
    - 資材搬送車：2
    - 人員輸送車：2
    - ボートトレーラー：2
    - 支援車：1

【主力機械に関する参考文献：令和5年版消防年報（香取広域市町村圏事務組合消防本部）】

### 消防署
| 消防署     | 住所             | 分署・出張所・分遣所 |
| ---------- | ---------------- | --- |
| 佐原消防署 | 香取市佐原ロ2127 | 小見川分署：香取市野田53 多古分署：多古町多古3546-5 東庄分署：東庄町青馬1814-1 山田分遣所：香取市仁良312-7 栗源分遣所：香取市岩部3458 十六島出張所：香取市津宮字新左衛門川5854 |